# Список советских партизанских соединений, бригад и отдельных отрядов на оккупированной территории Беларуси (1941-1944)

Список содержит наименования советских партизанских частей, бригад и отдельных полков, групп и отрядов на оккупированной территории Беларуси в 1941-1944 гг.

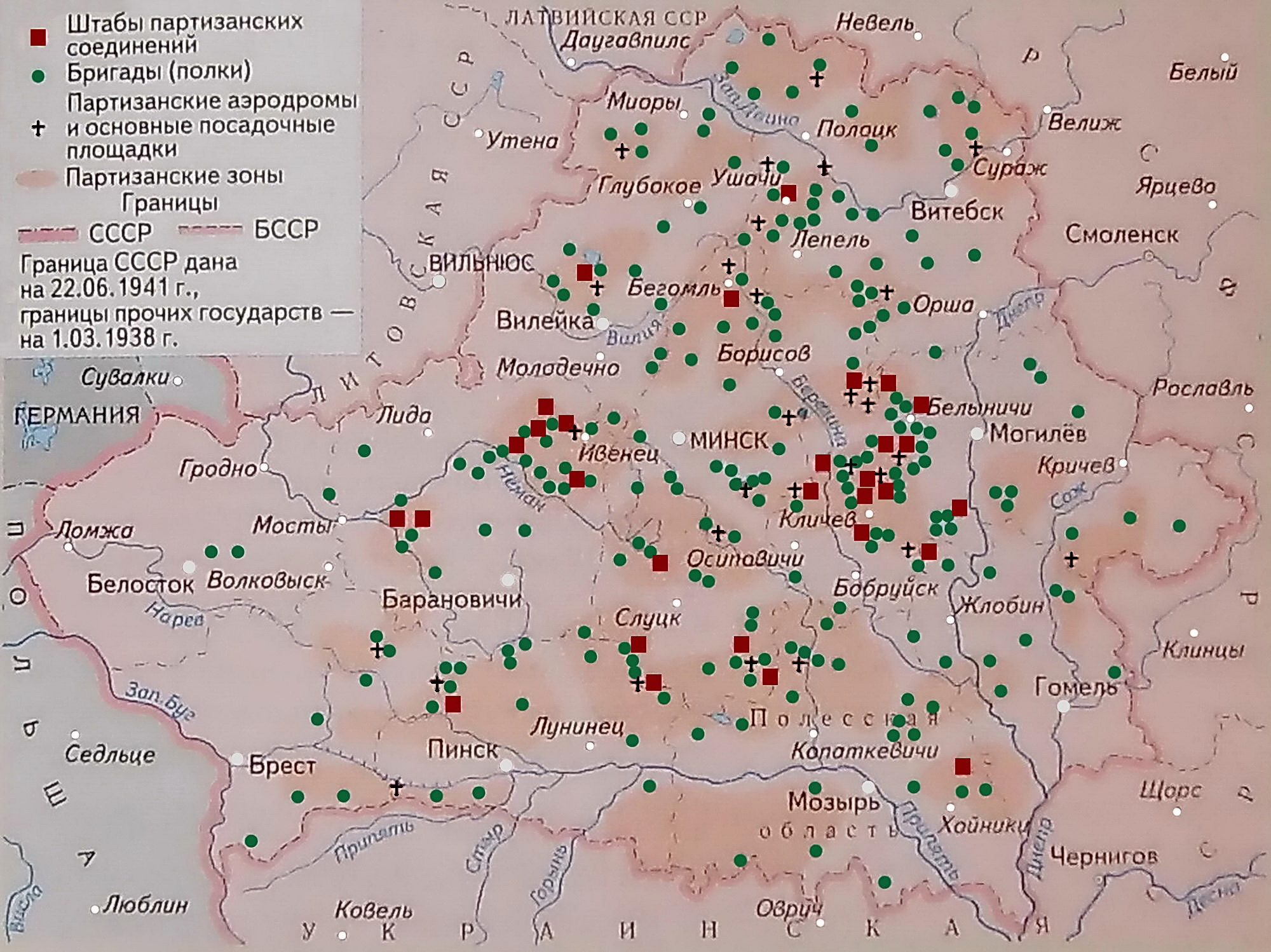
Партизанские бригады и соединения на территории БССР (1942-1944 гг.)

## Партизанские соединения
- Особое соединение партизанских отрядов
- Специальное партизанское соединение «Тринадцать»
- Барановичское партизанское соединение
- Барановичское партизанское соединение южной зоны
- Белостокское партизанское соединение
- Брестское партизанское соединение
- Вилейское партизанское соединение
- Гомельское партизанское соединение
- Могилёвское партизанское соединение
- Минское партизанское соединение
- Полоцко-Лепельское соединение
- Полесское партизанское соединение
- Пинское партизанское соединение
- Партизанское соединение Борисовско-Бегомльской зоны
- Ивенецкое партизанское соединение
- Лидская партизанская соединение
- Южно-Припятское партизанское соединение
- Партизанское соединение Слуцкой зоны
- Столбцовский партизанский отряд
- Щучинский партизанский отряд
- Кличевский оперативный центр
- Осиповичская боевая оперативная группа
- Быховская военно-оперативная группа
- Белыничская военно-оперативная группа
- Березинская военно-оперативная группа
- Кировская военно-оперативная группа
- Кличевская военно-оперативная группа
- Круглянская военно-оперативная группа
- Могилёвская военно-оперативная группа
- Рогачёвская боевая оперативная группа
- Шкловская боевая оперативная группа

## Партизанские бригады
- 1-я партизанская бригада
- 1-я антифашистская партизанская бригада
- 1-я Осиповичская партизанская бригада
- 1-я Бобруйская партизанская бригада
- 1-я Барановичская партизанская бригада
- 1-я Белорусская партизанская бригада
- 1-я Белорусская партизанская бригада (2-й состав)
- 1-я Белорусская кавалерийская партизанская бригада
- 1-я Буда-Кошелёвская партизанская бригада
- 1-я Витебская партизанская бригада
- 1-я Витебская партизанская бригада (2-й состав)
- 1-я Гомельская партизанская бригада
- 1-я Дриссенская партизанская бригада
- 1-я партизанская бригада имени К. С. Заслонова
- 1-я партизанская бригада имени А. В. Суворова
- 1-я Кличевская партизанская бригада
- 1-я Минская партизанская бригада
- 1-я Смоленская партизанская бригада
- 2-я Белорусская партизанская бригада имени П. К. Пономаренко
- 2-я Белорусская партизанская бригада имени П. К. Пономаренко (2-й состав)
- 2-я Дриссенская партизанская бригада
- 2-я партизанская бригада имени К. С. Заслонова
- 2-я партизанская бригада имени А. В. Суворова
- 2-я Калинковичская партизанская бригада имени М. В. Фрунзе
- 2-я Кличевская партизанская бригада
- 2-я Минская партизанская бригада
- 2-я Ушачская партизанская бригада имени П. К. Пономаренко
- 3-я партизанская бригада
- 3-я Белорусская партизанская бригада
- 3-я Берёзинская партизанская бригада
- 3-я Минская партизанская бригада имени С. М. Будённого
- 4-я Белорусская партизанская бригада
- 4-я Кличевская партизанская бригада
- 5-я партизанская бригада
- 5-я Кличевская партизанская бригада
- 5-я Клетнянская партизанская бригада
- 6-я Могилёвская партизанская бригада
- 8-я партизанская бригада
- 8-я Круглянская партизанская бригада
- 8-я Рогачёвская партизанская бригада
- 9-я партизанская бригада имени С. М. Кирова
- 9-я Кировская партизанская бригада
- 10-я Журавичская партизанская бригада
- 11-я Быховская партизанская бригада
- 12-я кавалерийская партизанская бригада имени И. В. Сталина
- 13-я Костюковичская партизанская бригада
- 14-я Темнолесская партизанская бригада
- 16-я Смоленская партизанская бригада
- 17-я партизанская бригада
- 18-я партизанская бригада имени М. В. Фрунзе
- 19-я партизанская бригада имени В. М. Молотова
- 20-я партизанская бригада имени В. С. Гризодубовой
- Партизанская бригада «25 летие БССР»
- 25-я партизанская бригада имени П. К. Пономаренко
- 27-я партизанская бригада имени В. И. Чапаева
- 27-я Наровлянская партизанская бригада имени С. М. Кирова
- 32-я партизанская бригада имени М. И. Калинина
- 35-я партизанская бригада
- 37-я Ельская партизанская бригада
- 37-я партизанская бригада имени А. Я. Пархоменко
- 47-я партизанская бригада «Перамога»
- 50-я Житковичская партизанская бригада
- 61-я партизанская бригада
- 64-я партизанская бригада имени В. П. Чкалова
- 95-я партизанская бригада имени М. В. Фрунзе
- 99-я партизанская бригада имени Д. Т. Гуляева
- 99-я Калинковичская партизанская бригада
- 100-я Глусская партизанская бригада
- 100-я партизанская бригада имени С. М. Кирова
- 101-я Домановичская партизанская бригада
- 101-я партизанская бригада имени Александра Невского
- 115-й Горецкая партизанская бригада
- 120-й партизанская бригада
- 121-й партизанская бригада имени А. Ф. Брагина
- 123-я Октябрьская партизанская бригада имени 25-летие БССР
- 125-я Копаткевичская партизанская бригада
- 130-я Петриковская партизанская бригада
- 130-я партизанская бригада «Помста»
- 150-й партизанская бригада имени Ф. М. Языковича
- 161-й партизанская бригада имени Г. И. Котовского
- 200-й партизанская бригада имени К. К. Рокоссовского
- 210-й Копаткевичская партизанская бригада
- 225-й партизанская бригада
- 225-й партизанская бригада имени А. В. Суворова
- 258-й партизанская бригада имени В. У. Куйбышева
- 300-й партизанская бригада имени К. Я. Ворошилова
- 760-й партизанская бригада имени М. Березовского
- Освейская партизанская бригада имени М. В. Фрунзе
- Богушевская партизанская бригада
- Богушевская партизанская бригада (2-й состав)
- Партизанская бригада «Большевик»
- Партизанская бригада «Беларусь»
- Партизанская бригада «Буревестник»
- Василевичская партизанская бригада имени П. К. Пономаренко
- Партизанская бригада «Гроза»
- Партизанская бригада М. П. Гудкова
- Партизанская бригада «Дяди Коли»
- Добрушская партизанская бригада имени И. В. Сталина
- Диверсионное Белорусская партизанская бригада имени В. У. Ленина
- Партизанская бригада «Железняк» (Р. А. Дьяков, И. Ф. Титков, Л. П. Бируков)
- Партизанская бригада «Железняк» (В. И. Шаруда)
- Партизанская бригада «За Родину»
- Партизанская бригада имени А. К. Флегонтова
- Партизанская бригада «За Советскую Беларусь» (П. М. Романов)
- Партизанская бригада «За Советскую Беларусь» (Я. Д. Васютин)
- Партизанская бригада «За Советскую Беларусь» (А. И. Волынец)
- Партизанская бригада «За Советскую Беларусь» (И. И. Уласов, С. Ц. Кононов,  А. М. Базылевич)
- Партизанская бригада «Звезда»
- Партизанская бригада имени Александра Невского (К. М. Ещенко)
- Партизанская бригада имени Александра Невского (А. Г. Байков)
- Партизанская бригада имени С. М. Будённого (В. А. Черкасов)
- Партизанская бригада имени С. М. Будённого (В. М. Антонович, Ф. И. Шырын)
- Партизанская бригада имени К. Я. Ворошилова (Д. В. Тябут)
- Партизанская бригада имени К. Я. Ворошилова (П. К. Макаров)
- Партизанская бригада имени К. Я. Ворошилова (Ф. Р. Марков, Ф. С. Шляхтунов, И. Н. Крысов)
- Партизанская бригада имени К. Я. Ворошилова (П. П. Капуста)
- Партизанская бригада имени ВЛКСМ
- Партизанская бригада имени газеты «Правда»
- Партизанская бригада имени М. Ф. Гастелло
- Партизанская бригада имени Л. М. Доватора
- Партизанская бригада имени А. Ф. Данукалова
- Партизанская бригада имени Ф. Э. Дзержинского (В. М. Монахов)
- Партизанская бригада имени Ф. Э. Дзержинского (К. Ф. Шашкин)
- Партизанская бригада имени Г. К. Жукова (П. Я. Сыромаха)
- Партизанская бригада имени Г. К. Жукова (С. С. Ключко, М. Ц. Москалёв, Р. Л. Василевич)
- Партизанская бригада имени М. И. Калинина (Ф. Н. Гавриленко)
- Партизанская бригада имени М. И. Калинина (З. И. Ненахов)
- Партизанская бригада имени М. И. Калинина (Л. И. Сорока)
- Партизанская бригада имени С. М. Короткина
- Партизанская бригада имени Кастуся Калиновского
- Партизанская бригада имени С. М. Кирова (М. И. Корешков)
- Партизанская бригада имени С. М. Кирова (Ф. М. Синичкин, С. П. Васильев)
- Партизанская бригада имени С. М. Кирова (А. П. Савицкий, Ф. И. Лисович)
- Партизанская бригада имени С. М. Кирова (Ф. Т. Пустовит)
- Партизанская бригада имени В. У. Куйбышева
- Партизанская бригада имени М. И. Кутузова (С. Т. Воронов)
- Партизанская бригада имени М. И. Кутузова (Д. Л. Мисунов)
- Партизанская бригада имени В. И. Ленина (В. А. Васильев)
- Партизанская бригада имени В. И. Ленина (В. В. Катков)
- Партизанская бригада имени В. И. Ленина (М. А. Сакмаркин)
- Партизанская бригада имени Ленинского комсомола
- Партизанская бригада имени В. М. Молотова
- Партизанская бригада имени П. К. Пономаренко (И. П. Урбанович, Н. В. Сенькин)
- Партизанская бригада имени П. К. Пономаренко (С. Г. Ганзенко)
- Партизанская бригада имени П. К. Пономаренко (И. И. Бондаренко)
- Партизанская бригада имени П. К. Пономаренко (С. Н. Иванов)
- Партизанская бригада имени П. К. Пономаренко (Ф. С. Харламов)
- Партизанская бригада имени К. К. Рокоссовского (А. И. Петраков, В. Н. Дорменев, А. В. Романов)
- Партизанская бригада имени К. К. Рокоссовского (Я. А. Приданников)
- Партизанская бригада имени Я. М. Свердлова
- Партизанская бригада имени И. В. Сталина (П. И. Гулевич)
- Партизанская бригада имени И. В. Сталина (Л. П. Зеленин, С. Х. Арзуманян)
- Партизанская бригада имени А. В. Суворова
- Партизанская бригада имени М. В. Фрунзе
- Партизанская бригада имени ЦК КП(б)Б
- Партизанская бригада имени В. И. Чапаева (Н. Д. Стефанович)
- Партизанская бригада имени В. И. Чапаева (К. С. Гапасюк, Ф. Н. Баранов)
- Партизанская бригада имени В. И. Чапаева (Р. Л. Кудрин)
- Партизанская бригада имени В. И. Чапаева (Х. А. Матевосян)
- Партизанская бригада имени В. И. Чапаева (В. В. Мельников)
- Партизанская бригада имени В. П. Чкалова
- Партизанская бригада имени Краснознамённая Ленинского комсомола
- Партизанская бригада имени М. А. Щорса (Н. Л. Дербан, В. К. Деруга)
- Партизанская бригада имени М. А. Щорса (С. С. Ключник)
- Партизанская бригада имени М. А. Щорса (А. П. Байков)
- Партизанская бригада «Комсомолец»
- Партизанская бригада «Октябрь»
- Партизанская бригада А. Н. Кривского
- Логойская партизанская бригада «Большевик»
- Лельчицкая партизанская бригада
- Ленинская партизанская бригада
- Лепельская партизанская бригада имени И. В. Сталина
- Лиозненская партизанская бригада
- Лоевская партизанская бригада «За Родину»
- Мозырская партизанская бригада имени Александра Невского
- Партизанская бригада «Мститель»
- Партизанская бригада «Народные мстители» имени В. Т. Воронянского
- Партизанская бригада Н. М. Никитина
- Партизанская бригада «Неуловимые»
- Партизанская бригада «Перамога»
- Партизанская бригада «Первомайский»
- Пинская партизанская бригада
- Партизанская бригада «Полымя»
- Партизанская бригада «Разгром»
- Россонская партизанская бригада имени И. В. Сталина
- Речицкая партизанская бригада имени К. Е. Ворошилова
- Партизанская бригада «Советская Беларусь» (П. П. Тамилов, И. А. Смотров)
- Партизанская бригада «Советская Беларусь» (М. В. Бабков)
- Сенненская партизанская бригада
- Партизанская бригада «Смерть фашизму»
- Партизанская бригада «Спартак»
- Партизанская бригада «Старый»
- Партизанская бригада «Во имя Родины»
- Партизанская бригада «Вперёд»
- Партизанская бригада «Вперёд» (спецбригада НКГБ СССР)
- Чашникский партизанская бригада «Дубава»
- Партизанская бригада «Чырвоны Сцяг»
- Партизанская бригада «Чекист»
- Партизанская бригада «Штурмовая»

## Партизанские полки
- 15-й партизанский полк
- 113-й партизанский полк (Белоусов, К.М., Гапонов, З.П.) (Могилевская военно-оперативная группа)
- 121-й партизанский полк имени А. М. Касаева
- 122-й партизанский полк «За Родину»
- 152-й партизанский полк
- 208-й партизанский полк имени И. В. Сталина
- 255-й партизанский полк
- 277-й партизанский полк
- 425-й партизанский полк
- 537-й партизанский полк
- 600-й партизанский полк
- 810-й партизанский полк
- Смоленский партизанский полк
- Партизанский полк «Тринадцатый»

## Партизанские группы
- Партизанская группа "Орлы"
- Партизанская группа "Буря"
- Партизанская группа «Бывалые»
- Партизанская группа «Богатыри»
- Партизанская группа "Дружба"
- Партизанская группа "Западная"
- Партизанский отряд «Истребители»
- Партизанская группа «Искра».
- Партизанская группа «Медведева»
- Партизанский отряд "Родные"
- Партизанский отряд «Стойкие».

## Партизанские отряды
- 1-й партизанский отряд
- 2-й партизанский отряд
- 2-й Хотимский партизанский отряд
- 3-й партизанский отряд
- 5-й партизанский отряд
- 8-й партизанский отряд
- 10-й партизанский отряд
- 11-й партизанский отряд
- 12-й партизанский отряда
- 13-й партизанский отряд
- 15-й партизанский отряд
- 19-й партизанский отряд
- 20-й партизанский отряд
- 24-й партизанский отряд
- 25-й партизанский отряд
- 25-й партизанский отряд (И. А Якушко)
- 28-й партизанский отряд
- 30-й партизанский отряд
- 31-й партизанский отряд
- 35-й партизанский отряд
- 41-й партизанский отряд
- 42-й партизанский отряд
- 43-й партизанский отряд
- 44-й партизанский отряд
- 45-й партизанский отряд «За Родину»
- 47-й партизанский отряд «Победа»
- 48-й Кричевский партизанский отряд
- 48-й Пропойский партизанский отряд
- 60-й партизанский отряд имени Ф. М. Седлецкого
- 61-й партизанский отряд
- 64-й партизанский отряд
- 85-й партизанский отряд
- 100-й партизанский отряд
- 106-й партизанский отряд
- 108-й партизанский отряд имени Г. И. Котовского
- 110-й партизанский отряд
- 112-й Горецкий партизанский отряд
- 113-й партизанский отряд (М. Г. Артёменко)
- 113-й партизанский отряд (И. Куликов, А. Шмаков И. С. Кочмаров)
- 115-й партизанский отряд
- 115-й Горецкий партизанский отряд
- 120-й партизанский отряд
- 124-й Кострюковичский партизанский отряд
- 130-й партизанский отряд «Месть»
- 200-й партизанский отряд
- 210-й партизанский отряд имени И. В. Сталина
- 211-й партизанский отряд имени К. К. Рокоссовского
- 212-й партизански отряд имени С. С. Сумченко
- 213-й партизанский отряд «За Советскую Беларусь»
- 214-й партизанский отряд имени М. И. Калинина
- 215-й партизанский отряд имени В. И. Ленина
- 216-й партизанский отряд имени П. К. Пономаренко
- 225-й партизанский отряд
- 252-й партизанский отряд
- 257-й партизанский отряд
- 258-й партизанский отряд
- 259-й партизанский отряд
- 278-й партизанский отряд
- 309-й партизанский отряд имени С. М. Кирова
- 340-й партизанский отряд
- 345-й партизанский отряд
- 346-й партизанский отряд
- 347-й партизанский отряд
- 435-й партизанский отряд
- 538-й партизанский отряд
- 540-й партизанский отряд
- 550-й партизанский отряд
- 620-й партизанский отряд имени В. И. Чапаева
- 720-й партизанский отряд
- 721-й партизанский отряд
- 760-й партизанский отряд имени М. Березовского
- 820-й партизанский отряд
- 830-й партизанский отряд
- Агитационный партизанский отряд имени А. М. Горького
- Партизанский отряд «Алеся»
- Партизанский отряд «Олимп»
- Партизанский отряд П. А. Алыбина
- Партизанский отряд Ананова
- Партизанский отряд «Анатоля»
- Партизанский отряд «Артур»
- Партизанский отрад Асташенка
- Богушевский партизанский отряд
- Партизанский отряд «Боец»
- Партизанский отряд «Большевик»
- Партизанский отряд «Борьба»
- Партизанский отряд «Борьба» имени Дунова
- Партизанский отряд И. Ф. Беляева
- Партизанский отряд «Валентина Майорова»
- Василевичский партизанский отряд
- Партизанский отряд В. Я. Василевского
- Партизанский отряд «Васильева»
- Партизанский отряд «Вест»
- Партизанский отряд Гарушкина
- Партизанский отряд «Гвардия»
- Глусский партизанский отряд
- Партизанский отряд «Гром»
- Партизанский отряд «Громова»
- Партизанский отряд И. С. Губина
- Давид-Городокский партизанский отряд
- Партизанский отряд «Дапамога»
- Партизанский отряд И. М. Дзюбы
- Добрушский партизанский отряд
- Партизанский отряд «Другія»
- Партизанский отряд П. А. Дудаля
- Партизанский отряд Т. Е. Ермаковича
- Партизанский отрад М. И. Жуковского
- Партизанский отряд Д. А. Журбы
- Партизанский отряд «За Родину» (П. И. Бородкин)
- Партизанский отряд «За Родину» (В. И. Прасолов)
- Ивановский партизанский отряд
- Партизанский отряд Иванова — Я. Г. Нароенко
- Партизанский отряд имени Богдана Хмельницкого
- Партизанский отряд имени С. М. Будённого (А. Р. Журавлев, К. Е. Мерзляков)
- Партизанский отряд имени С. М. Будённого (М. М. Изюмский)
- Партизанский отряд имени П. Л. Валькова
- Партизанский отряд имени К. Я. Ворошилова (И. С. Зайков)
- Партизанский отряд имени К. Я. Ворошилова (Б. Н. Михайловский)
- Партизанский отряд имени К. Я. Ворошилова (С. И. Филипенко)
- Партизанский отряд имени Ф. Э. Дзержинского
- Партизанский отряд имени Ф. Э. Дзержинского («Ходоки»)
- Партизанский отряд имени А. А. Жданова
- Партизанский отряд имени Г. К. Жукова
- Партизанский отряд имени М. И. Калинина (Л. И. Сорока, А. М. Алейник)
- Партизанский отряд имени М. И. Калинина (Новогрудский район)
- Партизанский отряд имени М. И. Калинина (С. и. Степанов, С. Ф. Крыжановский)
- Партизанский отряд имени М. И. Калинина (И. В. Луферчик)
- Партизанский отряд имени Г. И. Котовского (первый состав)
- Партизанский отряд имени Г. И. Котовского (второй состав)
- Партизанский отряд имени Г. И. Котовского (С. И. Филиппенко, А. Е. Михневич)
- Партизанский отряд имени Г. И. Котовского (Н. С. Руденко)
- Партизанский отряд имени С. М. Кирова (Ф. Н. Поплавский, С. Т. Шиш)
- Партизанский отряд имени С. М. Кирова (А. П. Савицкий)
- Партизанский отряд имени С. М. Кирова (М. И. Сабаев)
- Партизанский отрад имени С. М. Кирова (В. Я. Штымов)
- Партизанский отряд имени М. И. Кутузова (Г. П. Журенко, И. Д. Семин)
- Партизанский отряд имени М. И. Кутузова (В. Г. Машин)
- Партизанский отряд имени П. К. Пономаренко
- Партизанский отряд имени И. В. Сталина (В. П. Адамович)
- Партизанский отряд имени И. В. Сталина (Ф. П. Гарланов)
- Партизанский отряд имени А. В. Суворова (П. Р. Пивоваров, А. М. Алиев)
- Партизанский отрад имени А. В. Суворова (К. Т. Сацура)
- Партизанский отряд имени Э. Тельмана (Н. И. Коваленко)
- Партизанский отряд имени Э. Тельмана (В. Т. Концендалов, И. И. Крылов)
- Партизанский отряд имени В. И. Чапаева (Н. С. Федотов)
- Партизанский отряд имени В. И. Чапаева (В. Г. Карась, М. А.Жуков)
- Партизанский отряд имени В. П. Чкалова
- Партизанский отряд имени И. И. Чуклая
- Партизанский отряд имени Н. А. Щорса
- Партизанский отряд П. Е. Казанакова
- Партизанский отряд С. И. Козлова
- Калинковичский партизанский отряд
- Партизанский отряд М. П. Константинова
- Партизанский отряд И. П. Коротчикова
- Кочищанский партизанский отряд
- Партизанский отряд Кирилла Ивановича
- Партизанский отрад М. Д. Кохова
- Партизанский отряд имени И. М. Кузина
- Лельчицкий партизанский отряд
- Лунинецкий партизанский отряд
- Мозырский партизанский отряд
- Партизанский отряд «Макара»
- Махновичский партизанский отряд
- Партизанский отряд «Меч»
- Партизанский отряд «Мститель»
- Партизанский отряд «Местные»
- Партизанский отряд «Новаторы»
- Наровлянский партизанский отряд
- Партизанский отряд «Поддубного»
- Партизанский отряд В. Попова
- Парицкий партизанский отряд имени С. М. Кирова
- Партизанский отряд «Первые»
- Петриковский партизанский отряд
- Партизанский отряд А. С. Петрова
- Партизанский отряд А. Ф. Сафронова
- Партизанский отряд А. Свинторжицкого
- Светиловичский партизанский отряд
- Партизанский отряд Д. И. Семенцова
- Скороднянский партизанский отряд
- Партизанский отряд «Славные»
- Слуцкий партизанский отряд
- Соколы (партизанский отряд)
- Партизанский отряд «Старшыны»
- Партизанский отряд И. А. Стефаненко
- Столинский партизанский отряд
- Партизанский отряд С. Г. Суслова
- Партизанский отряд «Сцяг»
- Партизанский отряд «Семёнова»
- Партизанский отряд И. Ф. Топкина
- Партизанский отряд «Третий»
- Туровский партизанский отряд
- Туровский партизанский отряд «За Родину»
- Хойникский партизанский отряд
- Партизанский отряд «Храбрецы»
- Телеханский партизанский отряд
- Партизанский отряд «Чапай»
- Партизанский отряд «Чекист»
- Чериковский партизанский отряд
- Штабный партизанский отряд
- Партизанский отряд В. В. Щербины
- Партизанский отряд И. А. Яроша